# Villers-Semeuse
Villers-Semeuse é uma comuna francesa na região administrativa de Grande Leste, no departamento das Ardenas. Estende-se por uma área de 7,03 km². Em 2010 a comuna tinha 3 643 habitantes (densidade: 518,2 hab./km²).